# Propstei des Hl. Donatian (Brügge)

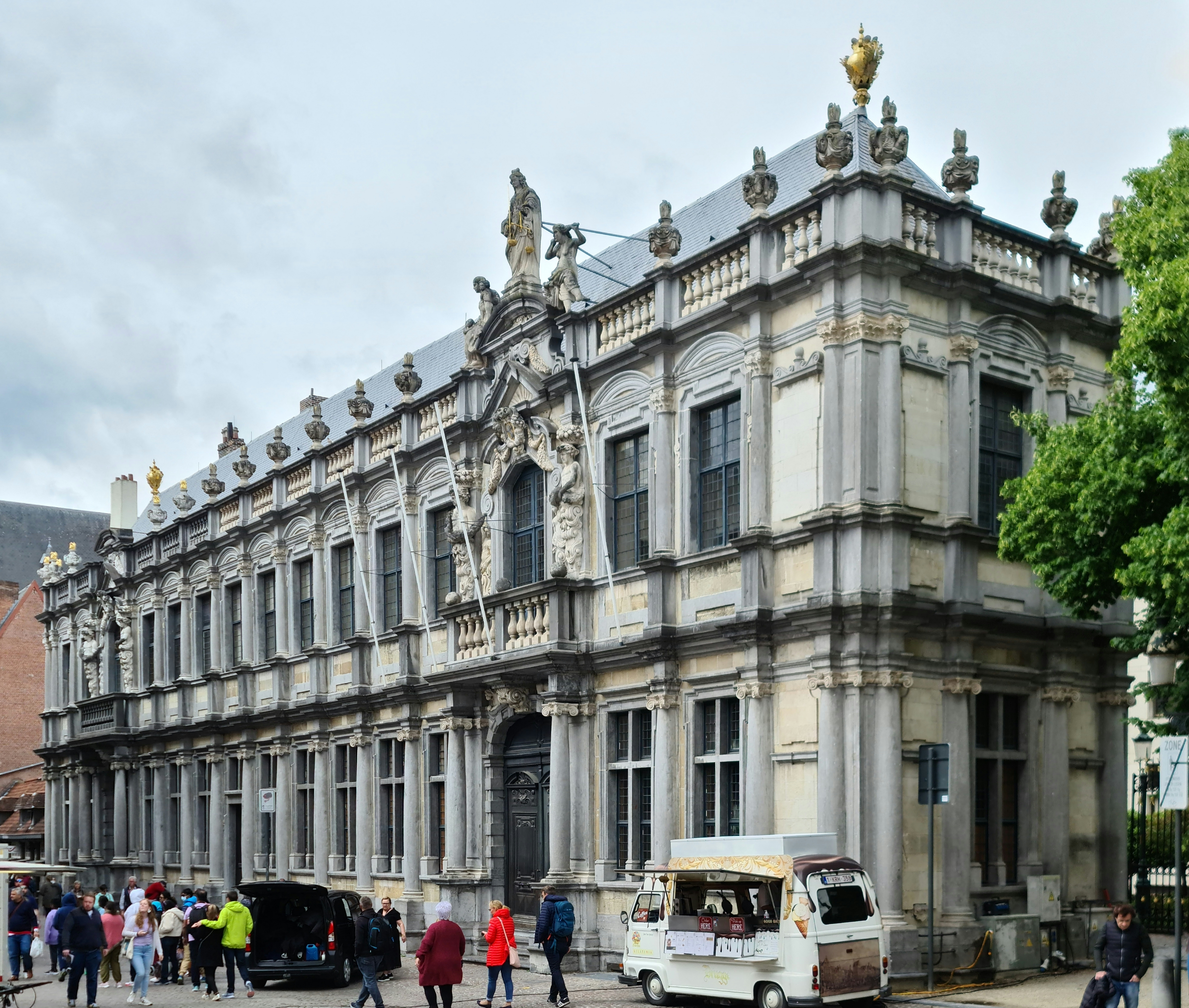
De Sint-Donaasproosdij

Die Propstei des Hl. Donatian (Niederländisch: Sint-Donaasproosdij) ist ein triumphalistisches Barockgebäude am Burgplatz in Brügge und der ehemalige Hauptsitz des kirchlichen Herrschaftsguts des Hl. Donatian.

## Geschichte
Unter Robert I. von Flandern wurden 1089 die Pröpste der Kirche des Hl. Donatian erbliche Kanzler der Grafschaft Flandern. In dieser Eigenschaft erledigten sie nicht nur die gräfliche Verwaltung, sondern bauten auch ein wichtiges kirchliches Herrschaftsgut aus, das über eine eigene Verwaltung und ein eigenes Gericht verfügte. Als die Stadt Brügge 1560 ihren ersten Bischof, Petrus Curtius, erhielt, wurden bis zum Ende des Ancien Régime die Titel des Propstes und Kanzlers auf die insgesamt 17 Bischöfe übertragen.
Das aktuelle Gebäude wurde 1665 bis 1666 vom Antwerpener Architekten Cornelis Verhouven und dem aus Antwerpen stammenden Kanoniker Frederic Hillewerve im triumphalistischen barocken Stil errichtet, der typisch für die Gegenreformation ist.
Die ausgeprägte barocke Formensprache ist von der Antwerpener Barockarchitektur des 17. Jahrhunderts geprägt und ist ein Unikum in der Brügger Innenstadt. Die monumentale Tür diente als Tor für Pferde und Kutschen. Oben steht Justitia und auf dem höchsten Fronton befinden sich die griechischen Götter der Wahrheit, Wohltätigkeit und Gerechtigkeit. Die vielen Skulpturen wurden vom Brügger Bildhauer Cornelis Gailliaert ausgeführt.
Die Propstei bestand ursprünglich aus zwei Etagen und neun Travéen. Die rechte Seite wurde 1865 um eine halbe Travée und einen neuen Seitengiebel erweitert. Das war erforderlich, weil der Ostgiebel, der nicht gesehen werden sollte, zu Beginn des 19. Jahrhunderts nach dem Abriss der Kathedrale des Hl. Donatian sichtbar geworden war. Die ehemalige Propstei erhielt ihre heutigen Abmessungen im Jahr 1907, als sie nach dem Abriss einiger Häuser auf der linken Seite (zum Marktplatz hin) um sechs Travéen erweitert wurde.
Das Gebäude wurde in den Jahren 1972 bis 1974 nach Plänen des Architekten Luc Dugardyn gründlich restauriert. Die Skulpturen wurden von J. Dekeyzer (Langemark) in Lavaux-Stein erneuert. Die Propstei wurde 2001 renoviert und gehört gegenwärtig zur Amtswohnung des Gouverneurs von Westflandern.